# Каламианские острова
Каламианские острова (таг. и англ. Calamian) — группа островов в Южно-Китайском море, в архипелаге Филиппинских островов.

## География

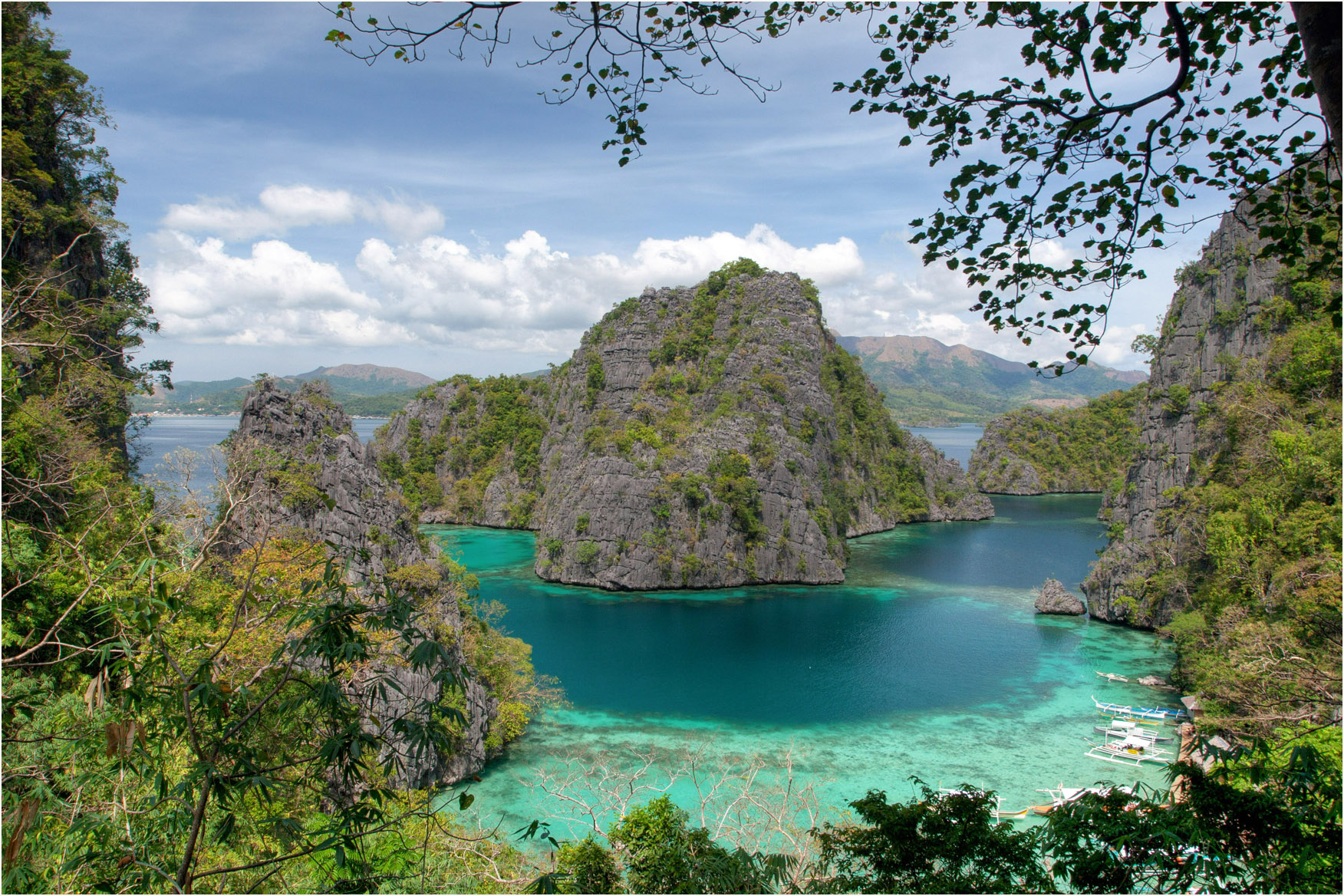
Бухта острова Корон

Включает 128 островов общей площадью около 1753 км², расположенных между островами Миндоро и Палаван. Самые крупные острова — Бусуанга, Кулион, Корон. Острова гористы (средняя высота до 600 м), покрыты густыми тропическими лесами, многие окаймлены коралловыми рифами.

## Население
Население островов состоит из 4-х муниципалитетов и составляет 98 022 чел.
- Муниципалитет Бусуанга (Busuanga) — 21 358 чел.
- Муниципалитет Корон (Coron) — 42 941 чел.
- Муниципалитет Кулион (Culion) — 19 543 чел.
- Муниципалитет Линапакан (Linapacan) — 14 180 чел.

## Экономика
Плантации кокосовой пальмы, риса, кукурузы. Рыболовство, вывоз леса. Месторождение руд марганца.